# Christopher George

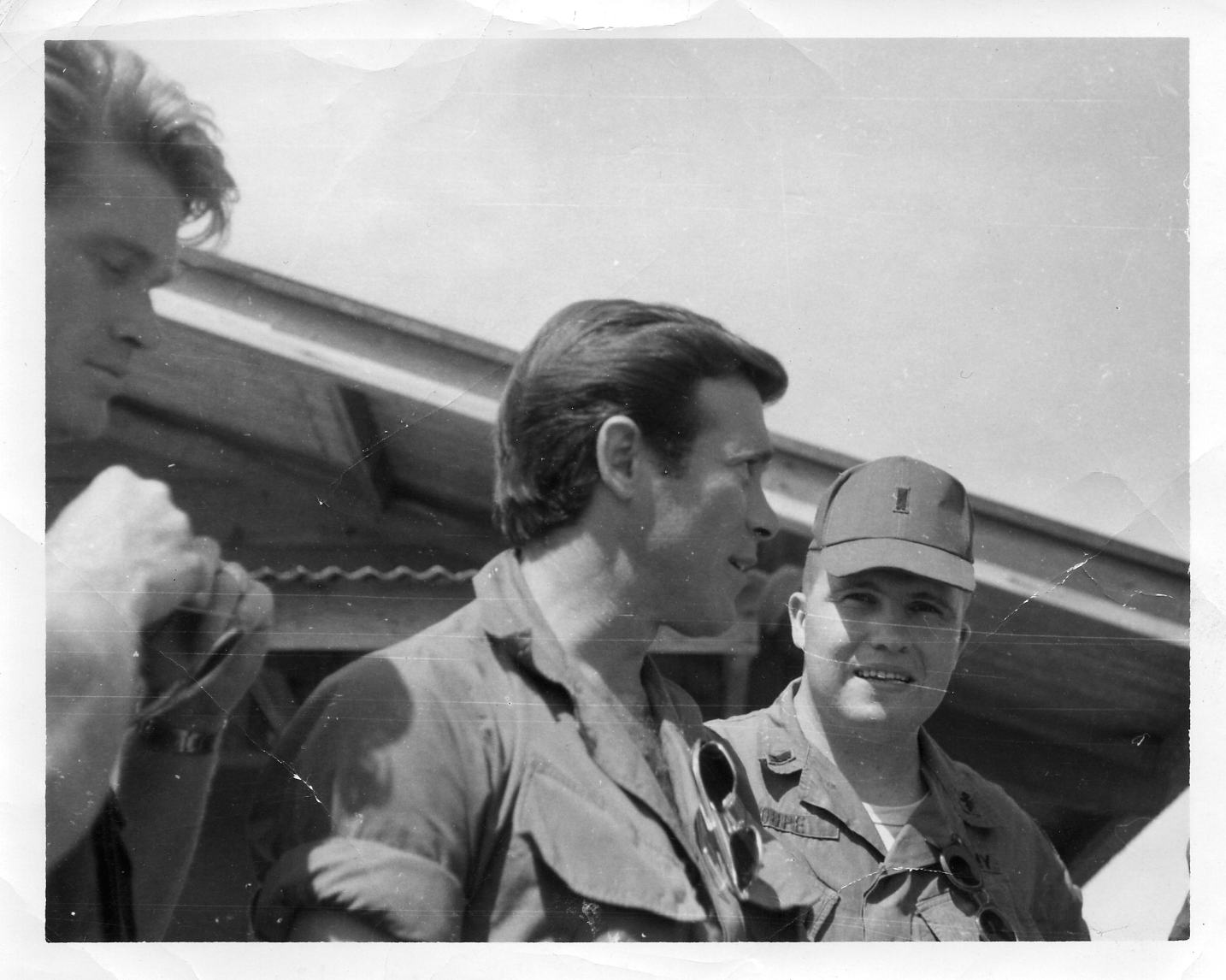
Christopher George (Mitte) auf USO-Tour in Vietnam (1967)

Christopher George (* 25. Februar 1931 in Royal Oak, Michigan; † 28. November 1983 in Los Angeles, Kalifornien) war ein US-amerikanischer Schauspieler.

## Leben
George diente über Jahre im United States Marine Corps und wurde im Koreakrieg in einigen gefährliche Missionen eingesetzt. Danach studierte er an der University of Miami und schloss 1958 den Studiengang Finanzen ab. Danach arbeitete er in verschiedenen Jobs, unter anderem als Privatdetektiv, ehe er den Weg zur Schauspielerei fand. Er spielte zunächst an New Yorker Theatern und übernahm kleine Fernsehrollen, ehe ein Auftritt in einem Fernseh-Werbespot zu einem ersten Rollenangebot aus Hollywood führte.
Sein Filmdebüt hatte George im Jahr 1965 in dem Film Erster Sieg, in dem John Wayne und Kirk Douglas die Hauptrollen spielten. Mit John Wayne drehte er später zudem die drei Westernfilme El Dorado (mit George in der Schurkenrolle), Chisum und Dreckiges Gold.
Neben verschiedenen Kinoproduktionen war George auch für das Fernsehen tätig. In den Jahren 1966 bis 1968 übernahm er die Hauptrolle des Sgt. Sam Troy in der Actionserie The Rat Patrol, was seinen Bekanntheitsgrad beim amerikanischen Fernsehpublikum stark vergrößerte. 1967 erhielt er für diese Rolle eine Nominierung für den Golden Globe Award in der Kategorie Bester Serien-Hauptdarsteller – Drama.
Von den 1970er-Jahren an spielte George Hauptrollen in einer Reihe von Genrefilmen und B-Movies, beispielsweise in den Horrorfilmen Ein Zombie hing am Glockenseil (1980) und Graduation Day (1981). Zudem war er als Gaststar in diversen Serien wie Kobra, übernehmen Sie, Love Boat, Drei Engel für Charlie und Vegas. Sein filmisches Schaffen umfasst mehr als 50 Film- und Fernsehproduktionen.
Von 1970 bis zu seinem Tod war George mit der Schauspielerin Lynda Day George verheiratet. Gemeinsam hatten sie zwei Kinder. Im November 1983 erlag der Schauspieler im Alter von 52 Jahren einem Herzinfarkt. Er ist in einer Nische im Westwood Village Memorial Park Cemetery in Los Angeles beigesetzt.

## Filmografie (Auswahl)
- 1965: Erster Sieg (In Harm’s Way)
- 1965: Verliebt in eine Hexe (Bewitched, Fernsehserie, Folge 1x30)
- 1966: The Gentle Rain
- 1966: El Dorado
- 1966–1968: The Rat Patrol (Fernsehserie, 58 Folgen)
- 1968: Project X
- 1969: Alarmstart für Geschwader Braddock (The Thousand Plane Raid)
- 1969: Die teuflischen Acht (The Devil's 8)
- 1969–1971: The Immortal (Fernsehserie, 16 Folgen)
- 1970: Der Delta Faktor (The Delta Factor)
- 1970: Chisum
- 1971: Kobra, übernehmen Sie (Mission: Impossible, Fernsehserie, Folge 6x12)
- 1972: Die 250.000-Dollar-Puppe (The Heist, Fernsehfilm)
- 1973: Dreckiges Gold (The Train Robbers)
- 1973: Meuterei auf der Teufelsinsel (I Escaped from Devil’s Island)
- 1974: The Inbreaker
- 1975: Ein Sheriff in New York (McCloud, Fernsehserie, Folge 5x08)
- 1975: Die knallharten Fünf (S.W.A.T., Fernsehserie, 3 Folgen)
- 1976: Wonder Woman (Fernsehserie, Folge 1x02)
- 1976: Grizzly
- 1976: Schlacht um Midway (Midway)
- 1976: SOS in den Wolken (Mayday at 40,000 Feet!, Fernsehfilm)
- 1977: Panik in der Sierra Nova (Day of the Animals)
- 1977: Whiskey Mountain
- 1978–1979: Love Boat (The Love Boat, Fernsehserie, 4 Folgen)
- 1978–1982: Fantasy Island (Fernsehserie, 4 Folgen)
- 1979: Drei Engel für Charlie (Charlie’s Angels, Fernsehserie, Folge 3x16 Schutzengel auf Skiern)
- 1980: Der Exterminator (The Exterminator)
- 1980: Ein Zombie hing am Glockenseil (Paura nella città dei morti viventi)
- 1981: Graduation Day – 7 Tage zur Ewigkeit (Graduation Day)
- 1981: Ninja, die Killer-Maschine (Enter the Ninja)
- 1983: Hall of Death – Die Todeshalle (Mortuary)
- 1982: Pieces – Stunden des Wahnsinns (Mil gritos tiene la noche)
- 1982: Angkor – das Tor zur Hölle (Angkor: Cambodia Express)